# Carl Koller

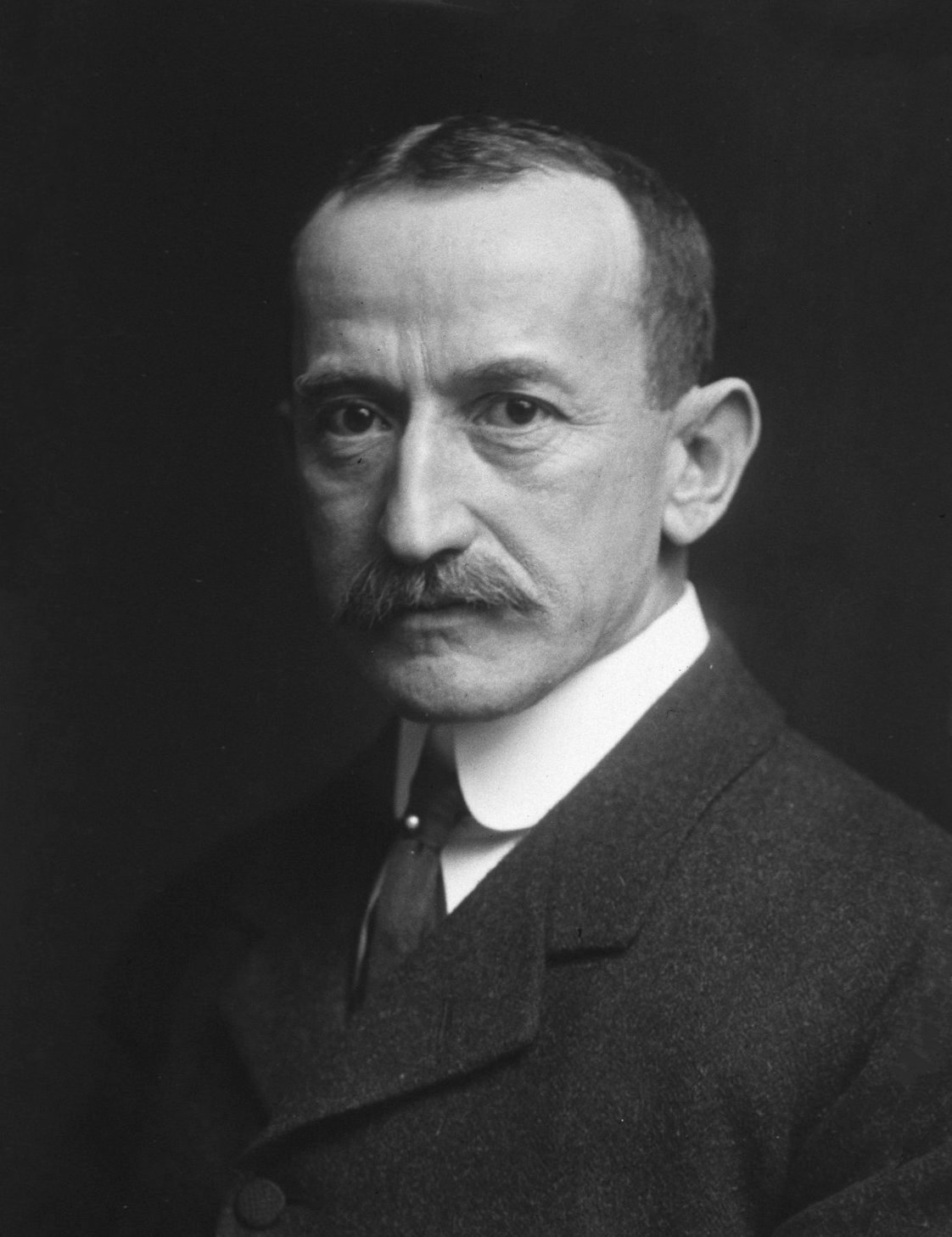
Carl Koller, um 1900

Carl Koller bzw. Karl Koller (* 3. Dezember 1857 in Schüttenhofen/Böhmen, Kaisertum Österreich; † 22. März 1944 in New York) war ein österreichischer Augenarzt und Begründer der modernen Lokalanästhesie mit Kokain.

## Leben
Koller, Sohn einer jüdischen Familie, war nach seinem von 1876 bis 1882 erfolgtem Medizinstudium an der Universität Wien, unter anderem bei Ferdinand von Arlt und Salomon Stricker, dort am Allgemeinen Krankenhaus der Stadt Wien tätig. Sein Kollege Fritz Zinner hatte ihn eines Tages öffentlich abwertend als „Jude“ beschimpft, worauf Koller ihm einen Faustschlag ins Gesicht verpasste. Darauf kam es, obwohl damals schon verboten, im Januar 1885 zu einem Säbelduell, bei dem Koller unverletzt blieb, Zinner aber zwei tiefe Wunden abbekam. Kollers Hoffnungen auf eine gute Position in der Augenabteilung und auf eine akademische Karriere in Wien waren damit – trotz guter fachlicher Leistungen – allerdings dahin. Er verließ daher Wien und weilte 1885 bis 1886 in Utrecht. 1888 hielt er sich zunächst in London auf und emigrierte im Mai desselben Jahres nach New York City.

## Lokalanästhesie in der Augenheilkunde
Auf Anregung von Sigmund Freud machte er, ähnlich wie William Stewart Halsted, Versuche mit Kokain an Tieren und sich selbst. Augenchirurgie war damals aufgrund der Reflexbewegungen der Augen bei Berührung ein schwieriges Unterfangen. Koller entdeckte in Wien im Tierversuch und später im Selbstversuch, dass einige Tropfen einer Kokainlösung dieses Problem durch Betäubung der Hornhaut beseitigen können, worüber er 1884 auf dem Ophthalmologenkongress in Heidelberg berichtete. Koller ist somit der Entdecker der Kokainanästhesie der Hornhaut und gilt seit 1884 als Begründer der modernen Lokalanästhesie in der Augenheilkunde (eine Oberflächenanästhesie zur Schmerzlinderung bei Augenerkrankungen wurde im Mittelalter bereits mit Opium durchgeführt, was als Standardverfahren jedoch wieder in Vergessenheit geraten war). Kokain, das nach der Verbreitung von Kollers Methode auch bald als Oberflächenanästhetikum in der Hals-Nasen-Ohren-Heilkunde verwendet wurde, findet auch heute noch Anwendung als Lokalanästhetikum in der Augenheilkunde. Es wurde jedoch zunehmend durch synthetische Lokalanästhetika ersetzt.
Koller war mehrere Male für den Nobelpreis für Physiologie und Medizin nominiert.